# بيتر مورغان (لاعب كرة قدم)
بيتر مورغان (بالإنجليزية: Peter Morgan)‏ هو لاعب كرة قدم بريطاني في مركز الدفاع، ولد في 28 أكتوبر 1951 في كارديف في المملكة المتحدة. لعب مع نادي هيرفورد.